# Neu-Moresnet
Neu-Moresnet (Aussprache auf Deutsch: [ˈmɔʁəsnɛt], [ˈmoːʁəsnɛt], [ˌmɔʁəsˈnɛt], (historisch) [moʁəˈneː]; auf Französisch: [mɔʁɛsˈnɛt]) ist ein Dorf im Norden der Deutschsprachigen Gemeinschaft Belgiens, das zur Gemeinde Kelmis gehört. Zum 31. Dezember 2013 wohnten 2360 Menschen in Neu-Moresnet.

## Geografie
Neu-Moresnet liegt zwischen den ebenfalls heute zur Gemeinde Kelmis gehörenden Ortschaften Kelmis und Hergenrath und grenzt im Nordosten an Deutschland an.

## Geschichte
Neu-Moresnet ging 1920 aus dem bis 1919 zum Deutschen Reich gehörenden Teil Moresnets (Preußisch Moresnet) im Kreis Eupen hervor. 
Nach dem Sturz Napoleons konnten sich das Vereinigte Königreich der Niederlande und das Königreich Preußen nicht vollends darüber einigen, an wen die Moresneter Region fallen sollte. So kam es, dass das Gebiet zunächst in drei Teile aufgeteilt wurde. Der westliche Teil wurde dem Vereinigten Königreich der Niederlande zugesprochen und gehörte schließlich ab 1830 dem Königreich Belgien an, während der südliche und östliche Teil dem Königreich Preußen (ab 1871 Deutsches Reich) zugesprochen wurden. Eine 3,4 km² große Fläche in der Mitte dagegen, über deren Zugehörigkeit beide Mächte sich aufgrund der reichlich vorhandenen Bodenschätze nicht einigen konnten, wurde zu neutralem Territorium erklärt, dem sogenannten Neutral-Moresnet.
Die Vieille Montagne betrieb hier, wie im neutralen Territorium eine Zinkhütte.
Das Deutsche Reich musste 1919 nach den Bestimmungen des Versailler Vertrages (Artikel 32 bis 34) das Gebiet an Belgien abtreten. Der Ort wurde ab 10. Januar 1920 im Gouvernement Eupen-Malmedy von Hochkommissar General Herman Baltia verwaltet. Neutral-Moresnet wurde in Kelmis (französisch La Calamine) umbenannt, Preußisch Moresnet in Neu-Moresnet. Beide wurden schließlich 1925 in den belgischen Staatsverband eingegliedert. Im Rahmen von Grenzkorrekturen kam die Ortschaft Bildchen bereits 1922 ins Deutsche Reich zurück und wurde zusammen mit anderen zurückgegebenen Gebieten des ehemaligen Kreises Eupen in die Stadt Aachen eingemeindet.
Am 1. Januar 1977 stieß die zunächst eigenständige Gemeinde Neu-Moresnet mit der Gemeinde Hergenrath im Zuge der Gemeindefusion zum Kelmiser Gemeindegebiet. Die heutige Gemeinde Kelmis war geschaffen.

## Sprache
Neben dem in der Schule unterrichteten und in der Gemeinde gebräuchlichen Standarddeutsch spricht die Bevölkerung das regionale Platdiets, ein Limburgischer Dialekt.

## Sehenswürdigkeiten
- Kapelle St. Rochus
- Evangelische Kirche St. Johannes
- Judas-Thaddäus-Kapelle

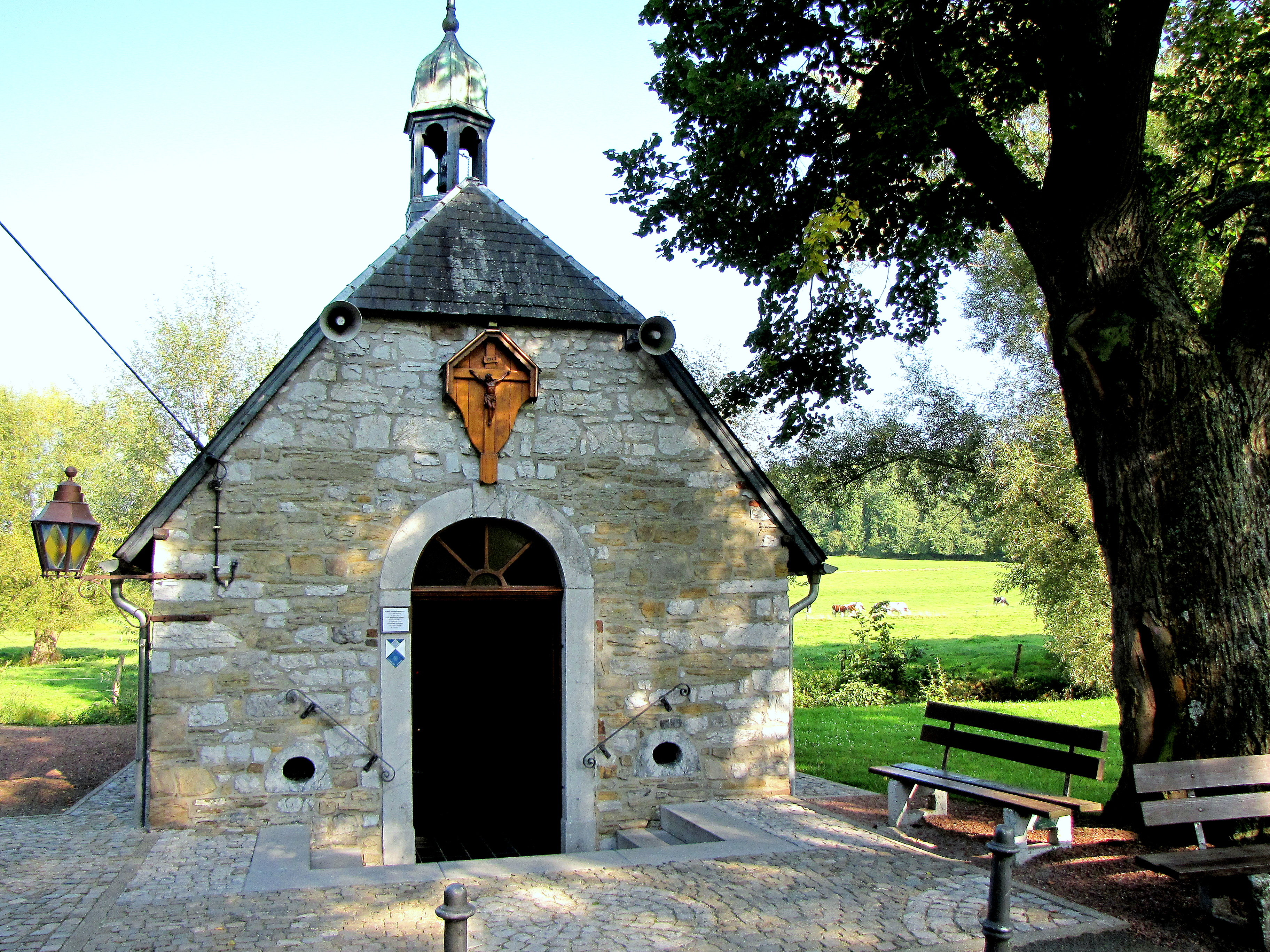
Kapelle St. Rochus in Neu-Moresnet
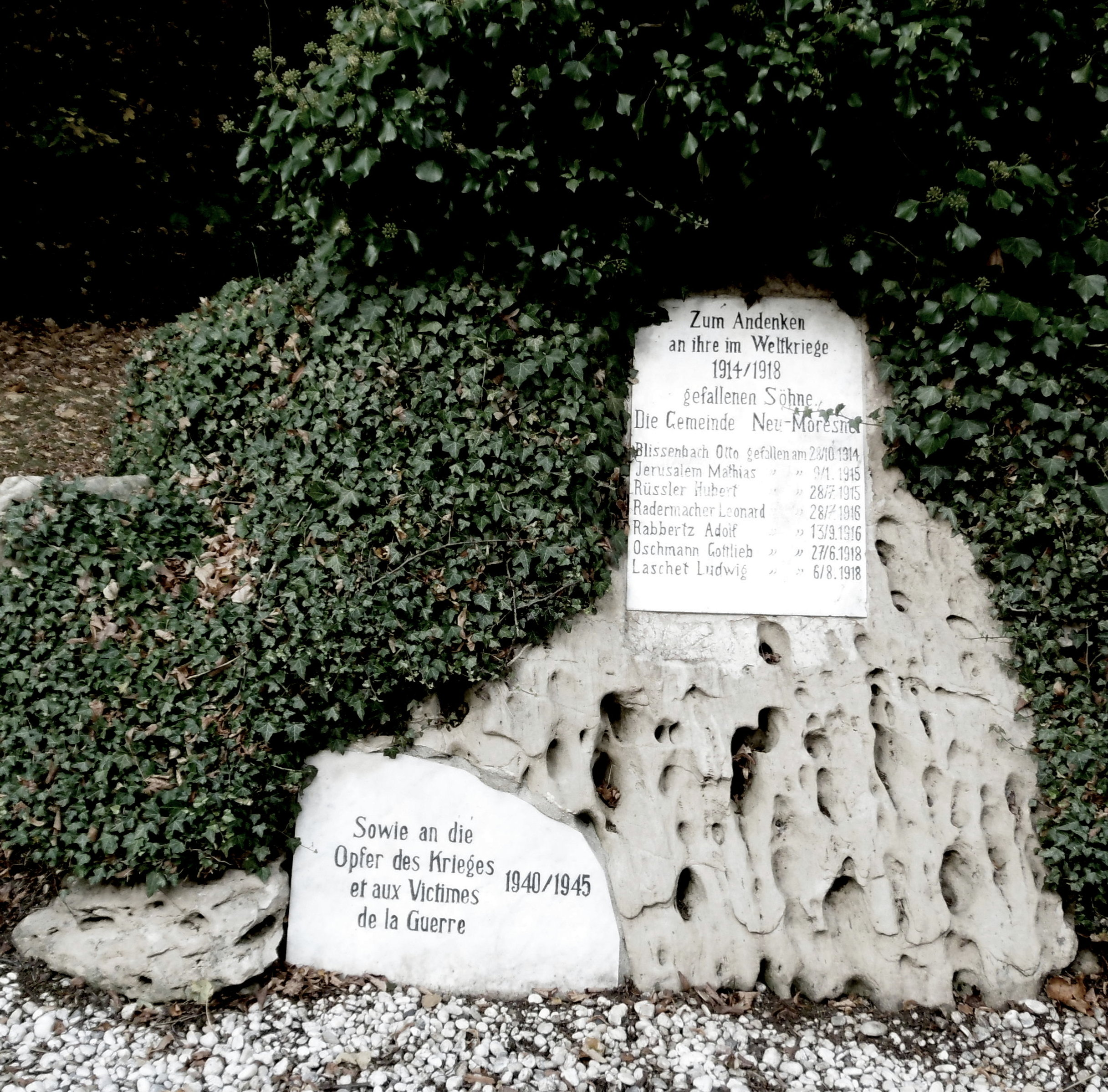
Gefallenendenkmal
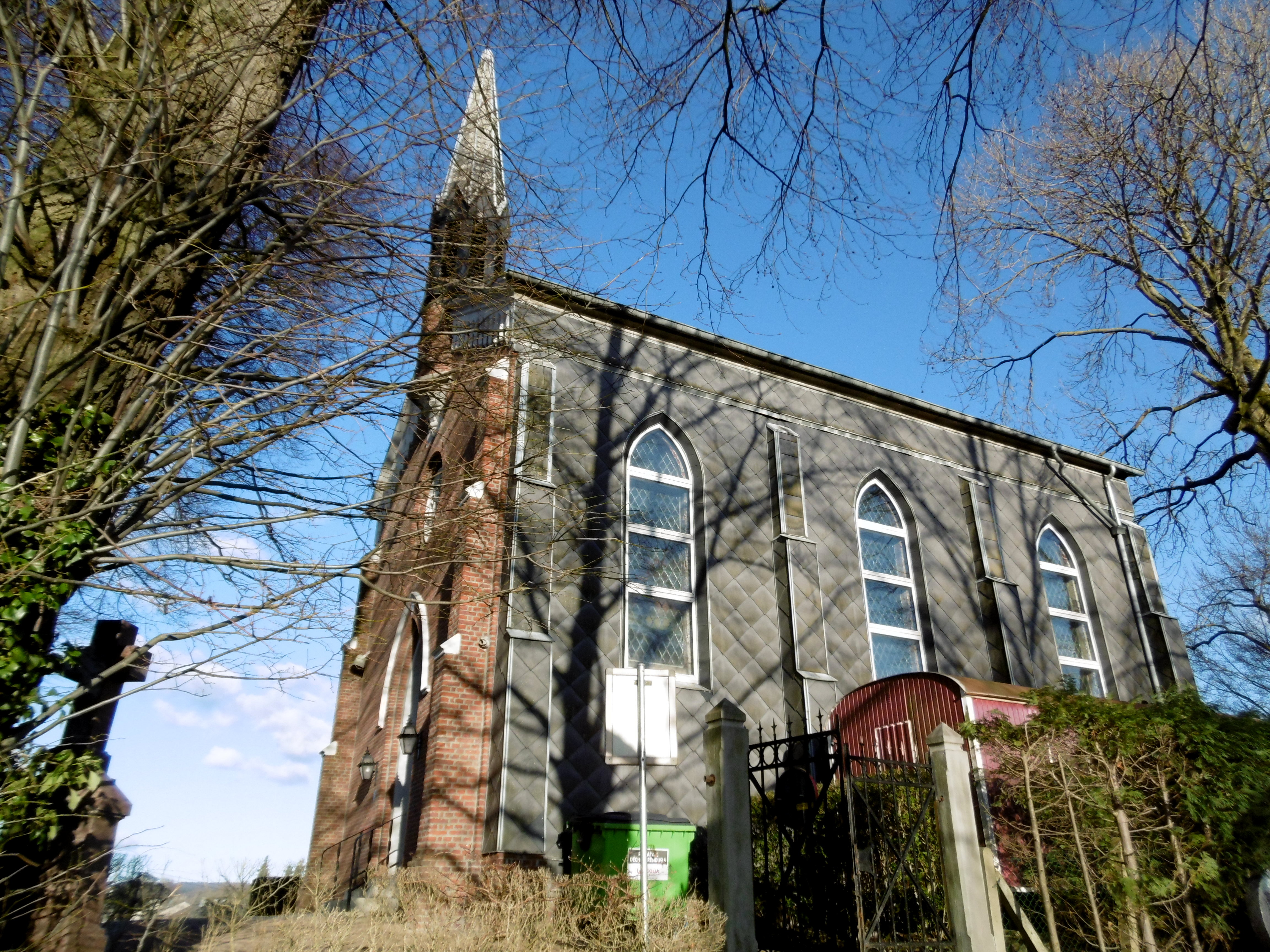
ev. Kirche
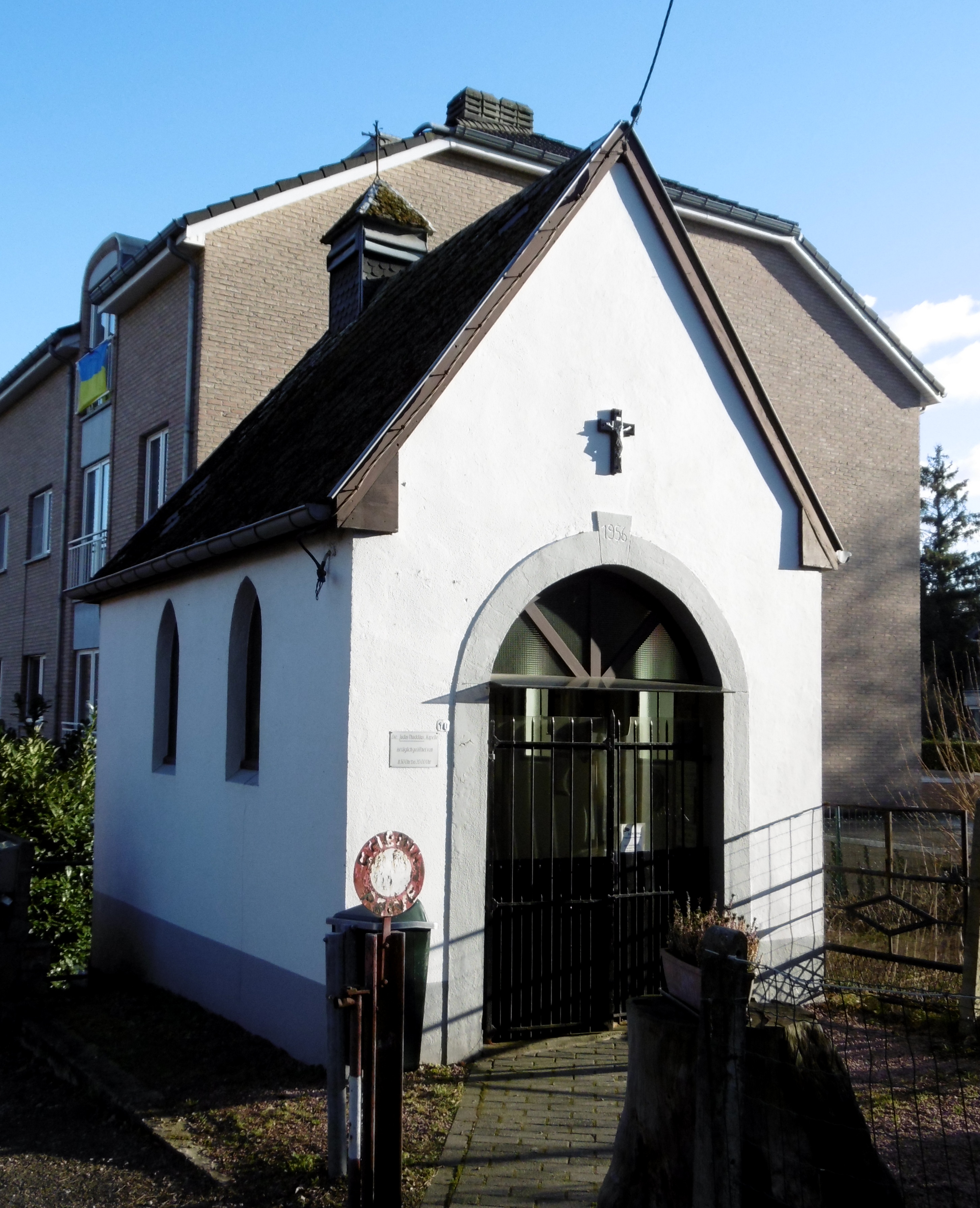
Judas-Thaddäus-Kapelle
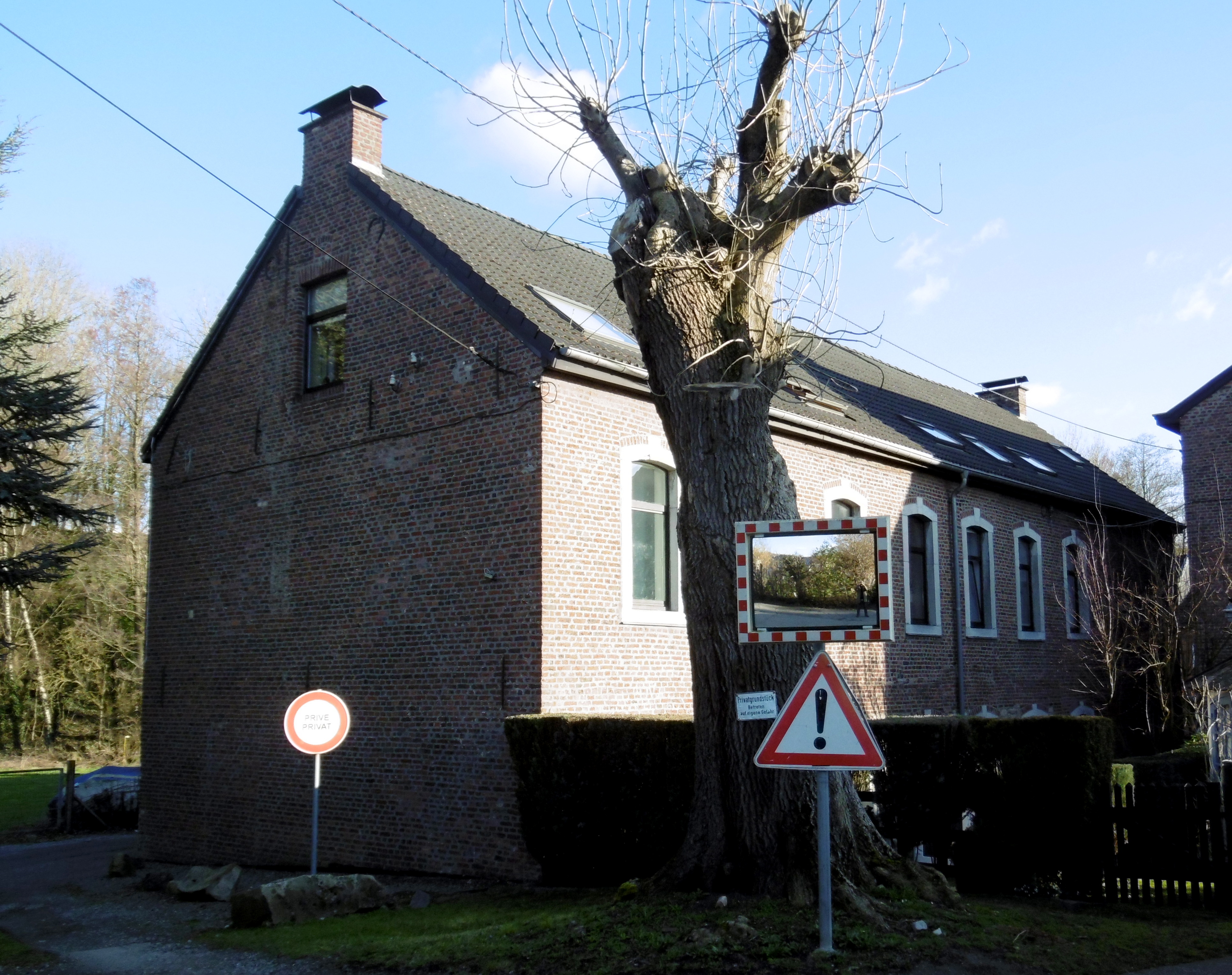
ehem. Jansmühle
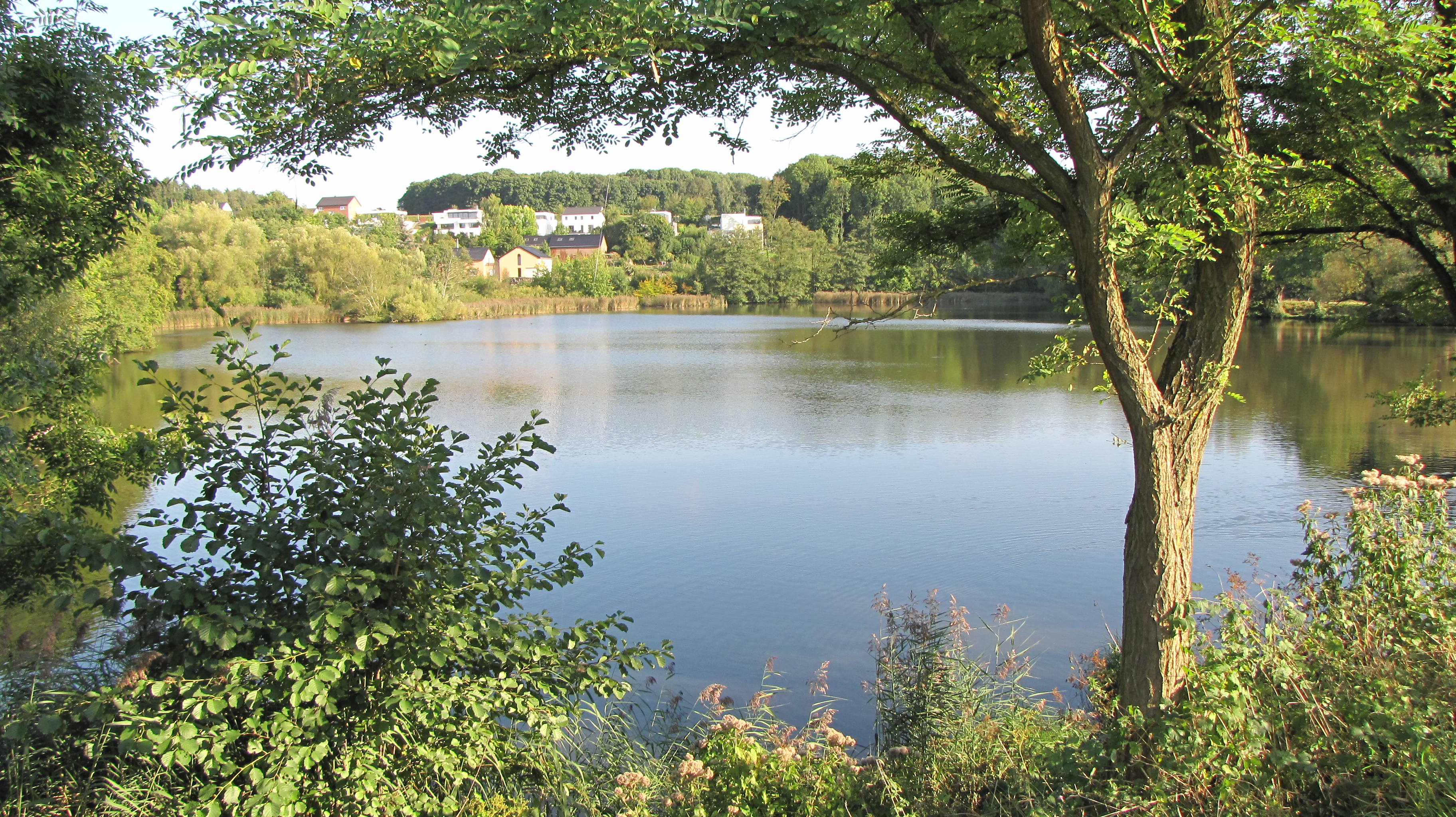
Casinoweiher in Neu-Moresnet

## Wirtschaft
In Neu-Moresnet befindet sich eine Niederlassung der Heimbach-Gruppe aus Düren, die aus der Übernahme der Filztuchfabrik Reinhard Bruch & Cie. im Jahr 2007 hervorgegangen ist. Dort werden technische Textilien gefertigt.

## Persönlichkeiten
- Friedrich von Lasaulx (1870–1914), Kaufmann und Mitglied des Provinziallandtages der Provinz Hessen-Nassau
- Hein Simons (* 1955), Sänger und Schauspieler, besser bekannt unter seinem Künstlernamen „Heintje“, lebte bis in die 1980er Jahre mit seinen Eltern in Neu-Moresnet, seitdem auf dem Gut Schimper in Moresnet Village